# 킨 눈

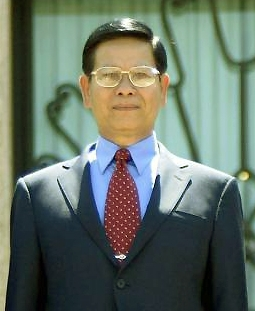
킨눈

킨 눈(버마어: ခင်ညွန့်, 1939년 10월 11일 ~ )는 미얀마의 군인이자, 전 미얀마의 총리이다. 계급은 대장이다. 군사 정권의 서열 3위로서 국가평화발전평의회(SPDC) 제1서기 및 수상을 맡았다.

## 학력
- 얀킨 대학교 (1955~1956)
- 장교교육학교 (1956~1960) (소위 임관)

## 일생
하카계 출신으로 양곤 대학을 졸업했다. 특별작전실 담당관 및 제44경보병사단의 작전 참모를 거쳐, 1983년에 비밀경찰에 상당하는 군 정보국장으로 취임했다. 1988년 9월의 쿠데타로 군사 정권의 국가법질서회복평의회(SLORC) 제1서기가 되었고, 1997년 11월에 SLORC가 SPDC에 개편하면서 그 제1서기가 되었다. 샨 주에서 오랫동안 대립관계에 있던 버마 공산당이 내부 쿠데타로 붕괴 후, 와족 연합군 등 분열한 후신의 사병 조직과 차례차례로 휴전 협정을 체결했다. 2002년 9월, 대장으로 승격했다. 2003년 8월부터 수상을 맡았고 개혁파·국제 협조파에 유연파인 한편, 군정의 수완가로서 알려졌다.
2004년 10월, 수상에서 해임되었다. 군사 정권에서는 '건강상의 이유'에 의한 은퇴라고 발표했지만, 정권의 보수파와의 정쟁의 결과, 실각한 것으로 보인다. 그의 실권 후, 군 정보국은 해체되었다.
해임 후에는 양곤의 자택에서 군의 연금하에 있다.
| 전 임 딴 쉐 | 제9대 미얀마의 총리 2003년 8월 25일 ~ 2004년 10월 18일 | 후 임 소 윈 |